# Single numer jeden w roku 2002 (USA)

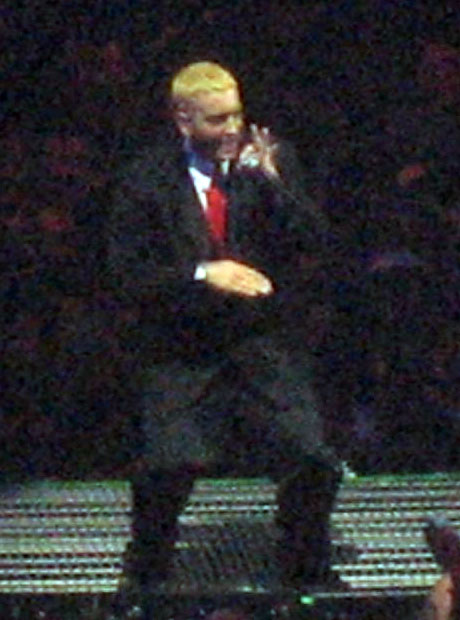
"Lose Yourself" rapera Eminema był drugim singlem pod względem tygodni spędzonych na miejscu 1. w 2002 roku.

Notowanie Billboard Hot 100 przedstawia najlepiej sprzedające się single w Stanach Zjednoczonych. Publikowane jest ono przez magazyn Billboard, a dane kompletowane są przez Nielsen SoundScan w oparciu o cotygodniowe wyniki sprzedaży cyfrowej oraz fizycznej singli, a także częstotliwość emitowania piosenek na antenach stacji radiowych. W 2002 roku 7 singli uplasowało się na szczycie. Mimo iż 9 piosenek zajęło pozycję 1., dwie z nich osiągnęły najwyższe miejsca już w 2001 roku, dlatego są wyłączone z podsumowania. 
W 2002 roku pięciu artystów po raz pierwszy w karierze uplasowało się na szczycie Billboard Hot 100, w tym m.in.: Ashanti z "Always on Time" i "Foolish", a także Kelly Rowland, która jako solowa artystka po raz pierwszy zajęła miejsce 1.; wcześniej osiągnęła je czterokrotnie z zespołem Destiny's Child. Rowland nagrała swój pierwszy hit numer jeden, "Dilemma", z raperem Nellym, który również debiutował na Hot 100 tego roku. Po dwa utwory Ashanti, Ja Rule'a oraz Nelly'ego wspięły się na 1. pozycję listy. Po raz pierwszy na szczycie notowania znaleźli się także Eminem z "Lose Yourself" i Kelly Clarkson z "A Moment Like This". Ashanti i Clarkson były jedynymi artystkami 2002 roku, których single debiutowały na miejscu 1. listy.
Najdłużej na miejscu 1. listy w 2002 roku, dwanaście nieprzerwanych tygodni na przełomie 2002 i 2003 roku, pozostawała piosenka "Lose Yourself" Eminema. Innymi singlami, które długo utrzymywały się na szczycie były: "Foolish" Ashanti i "Dilemma" Rowland (po 10 tygodni), a także "Hot in Herre" Nelly'ego (7 tygodni) i "Ain't It Funny" Jennifer Lopez (6 tygodni).
"How You Remind Me" rockowej grupy Nickelback uznany został najpopularniejszym singlem 2002 roku. "Lose Yourself", który stanowi ścieżkę dźwiękową filmu 8. Mila, stał się drugim najpopularniejszym soundtrackiem w całej erze rocka. Wyprzedziła go jedynie "I Will Always Love You" Whitney Houston (14 tygodni na szczycie). "Lose Yourself" jest również najdłużej utrzymującą się na 1. miejscu piosenką, która zdobyła Oscara od czasu "White Christmas" w wykonaniu Binga Crosby'ego (14 tygodni na szczycie w latach 40.) "A Moment Like This" Clarkson awansował z 52. pozycji na 1., łamiąc rekord "Can't Buy Me Love" The Beatles (27-1).

## Historia notowania

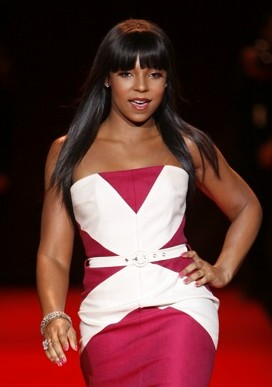
Debiutancki singel Ashanti "Foolish" pozostawał na szczycie listy przez 10 nieprzerwanych tygodni.

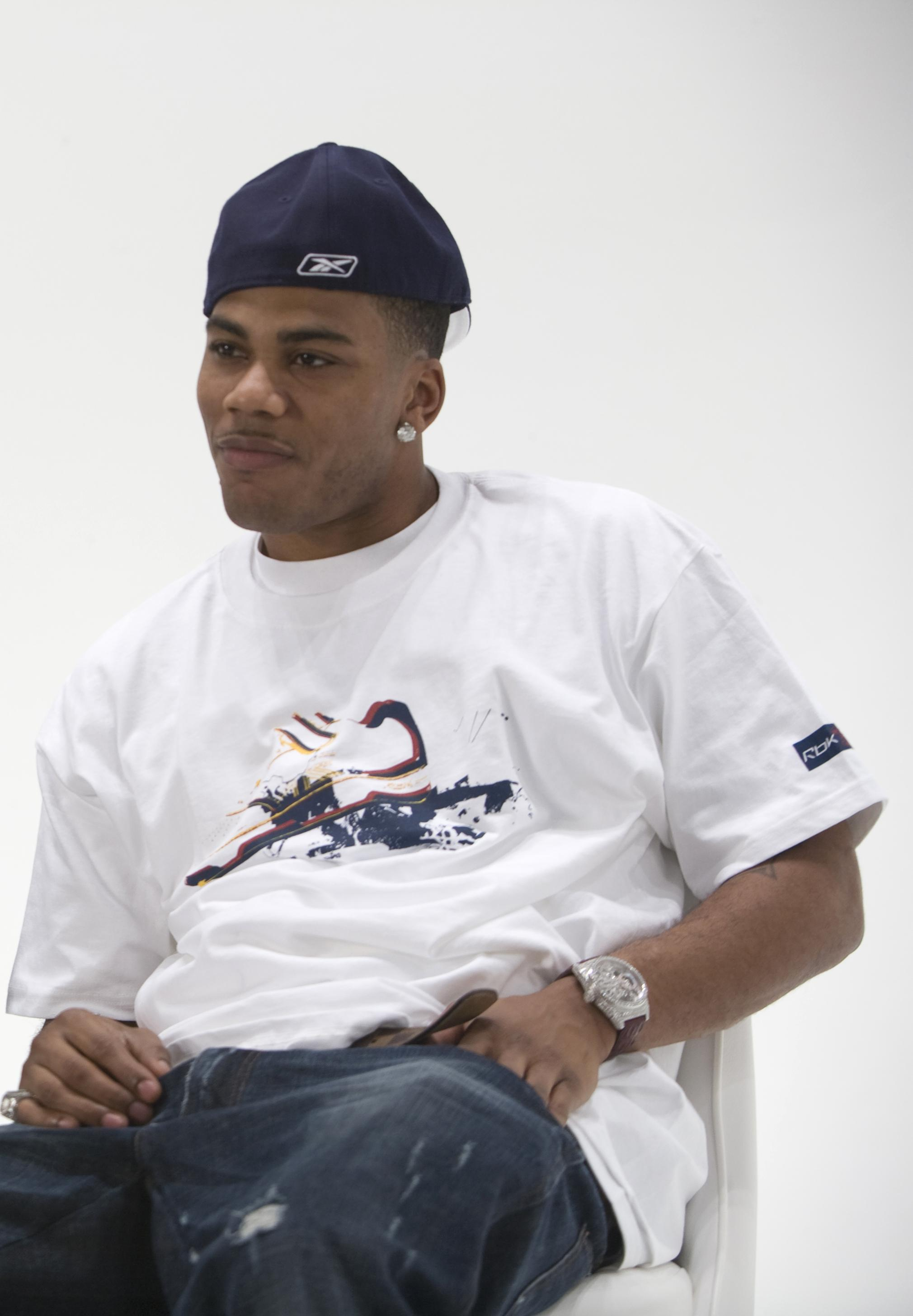
Singel rapera Nelly'ego "Dilemma" utrzymywał się na miejscu 1. Hot 100 przez 10 tygodni, remisując z "Foolish" Ashanti.

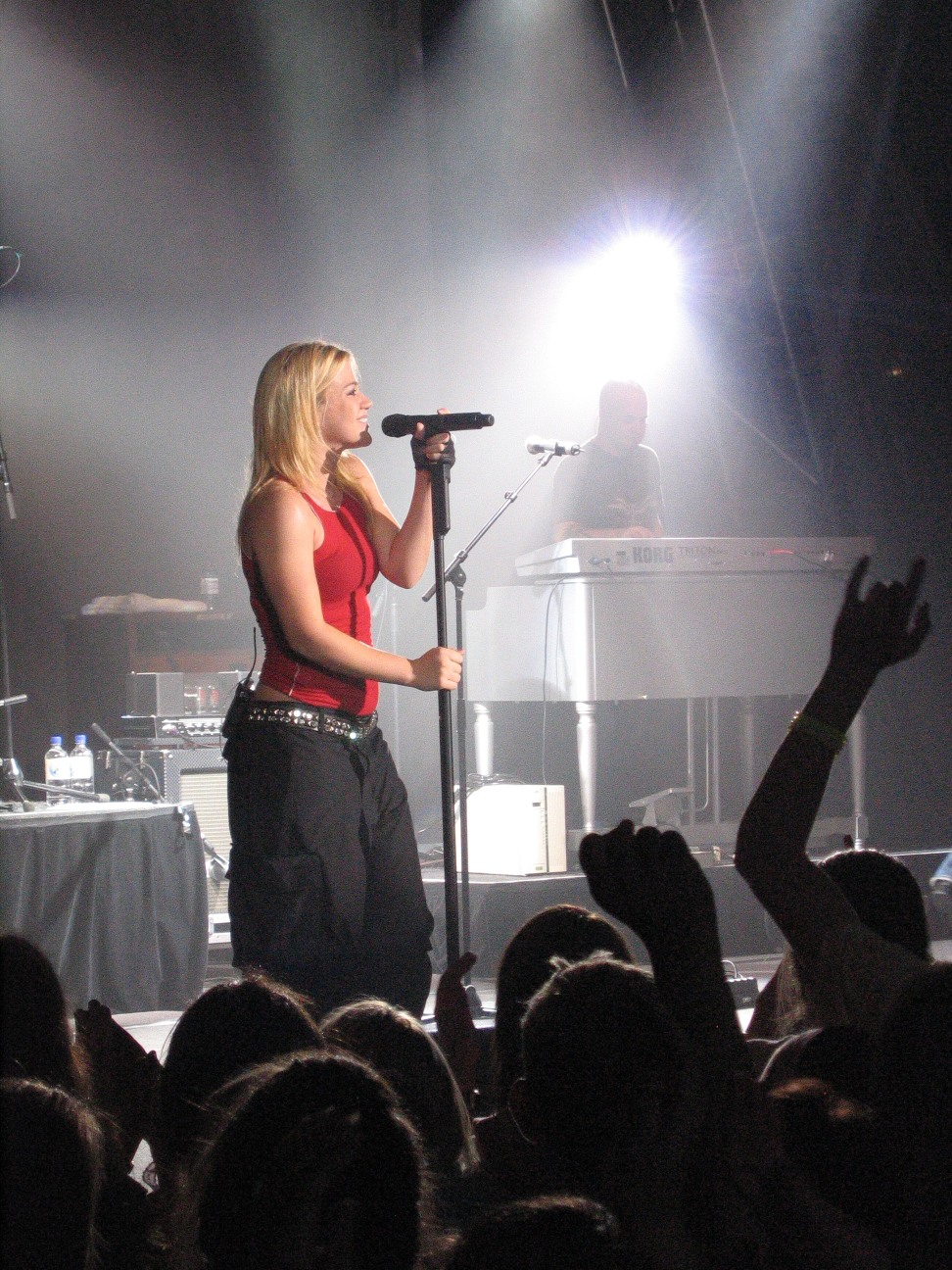
Debiutancki singel Kelly Clarkson, "A Moment Like This", awansował w 2002 roku z miejsca 52. na 1., łamiąc rekord The Beatles i "Can't Buy Me Love", który awansował z pozycji 27. na szczyt.

| Data publikacji | Piosenka             | Artysta                      |
| --------------- | -------------------- | ---------------------------- |
| 5 stycznia      | "How You Remind Me"  | Nickelback                   |
| 12 stycznia     | "How You Remind Me"  | Nickelback                   |
| 19 stycznia     | "U Got It Bad"       | Usher                        |
| 26 stycznia     | "U Got It Bad"       | Usher                        |
| 2 lutego        | "U Got It Bad"       | Usher                        |
| 9 lutego        | "U Got It Bad"       | Usher                        |
| 16 lutego       | "U Got It Bad"       | Usher                        |
| 23 lutego       | "Always on Time"     | Ja Rule feat. Ashanti        |
| 2 marca         | "Always on Time"     | Ja Rule feat. Ashanti        |
| 9 marca         | "Ain't It Funny"     | Jennifer Lopez feat. Ja Rule |
| 16 marca        | "Ain't It Funny"     | Jennifer Lopez feat. Ja Rule |
| 23 marca        | "Ain't It Funny"     | Jennifer Lopez feat. Ja Rule |
| 30 marca        | "Ain't It Funny"     | Jennifer Lopez feat. Ja Rule |
| 6 kwietnia      | "Ain't It Funny"     | Jennifer Lopez feat. Ja Rule |
| 13 kwietnia     | "Ain't It Funny"     | Jennifer Lopez feat. Ja Rule |
| 20 kwietnia     | "Foolish"            | Ashanti                      |
| 27 kwietnia     | "Foolish"            | Ashanti                      |
| 4 maja          | "Foolish"            | Ashanti                      |
| 11 maja         | "Foolish"            | Ashanti                      |
| 18 maja         | "Foolish"            | Ashanti                      |
| 25 maja         | "Foolish"            | Ashanti                      |
| 1 czerwca       | "Foolish"            | Ashanti                      |
| 8 czerwca       | "Foolish"            | Ashanti                      |
| 15 czerwca      | "Foolish"            | Ashanti                      |
| 22 czerwca      | "Foolish"            | Ashanti                      |
| 29 czerwca      | "Hot in Herre"       | Nelly                        |
| 6 lipca         | "Hot in Herre"       | Nelly                        |
| 13 lipca        | "Hot in Herre"       | Nelly                        |
| 20 lipca        | "Hot in Herre"       | Nelly                        |
| 27 lipca        | "Hot in Herre"       | Nelly                        |
| 3 sierpnia      | "Hot in Herre"       | Nelly                        |
| 10 sierpnia     | "Hot in Herre"       | Nelly                        |
| 17 sierpnia     | "Dilemma"            | Nelly feat. Kelly Rowland    |
| 24 sierpnia     | "Dilemma"            | Nelly feat. Kelly Rowland    |
| 31 sierpnia     | "Dilemma"            | Nelly feat. Kelly Rowland    |
| 7 września      | "Dilemma"            | Nelly feat. Kelly Rowland    |
| 14 września     | "Dilemma"            | Nelly feat. Kelly Rowland    |
| 21 września     | "Dilemma"            | Nelly feat. Kelly Rowland    |
| 28 września     | "Dilemma"            | Nelly feat. Kelly Rowland    |
| 5 października  | "A Moment Like This" | Kelly Clarkson               |
| 12 października | "A Moment Like This" | Kelly Clarkson               |
| 19 października | "Dilemma"            | Nelly feat. Kelly Rowland    |
| 26 października | "Dilemma"            | Nelly feat. Kelly Rowland    |
| 2 listopada     | "Dilemma"            | Nelly feat. Kelly Rowland    |
| 9 listopada     | "Lose Yourself"      | Eminem                       |
| 16 listopada    | "Lose Yourself"      | Eminem                       |
| 23 listopada    | "Lose Yourself"      | Eminem                       |
| 30 listopada    | "Lose Yourself"      | Eminem                       |
| 7 grudnia       | "Lose Yourself"      | Eminem                       |
| 14 grudnia      | "Lose Yourself"      | Eminem                       |
| 21 grudnia      | "Lose Yourself"      | Eminem                       |
| 28 grudnia      | "Lose Yourself"      | Eminem                       |